# イバン・クルーズ
ルイス・イバン・クルーズ（Luis Iván Cruz、1968年5月3日 - ）は、プエルトリコ出身の元プロ野球選手（内野手）。

## 来歴・人物

### 来日前
コレージオ・サンティアゴ高校、ジャクソンビル大学を経て、1989年のMLBドラフト28巡目でデトロイト・タイガースに指名され契約。1997年にニューヨーク・ヤンキースでメジャー初昇格。1999年にピッツバーグ・パイレーツに移籍。マイナーリーグでは1996年と1997年にヤンキース傘下（当時）のAAA級コロンバスで主軸として活躍するなどしたが、メジャーでは好成績を残すことはできず、2000年のシーズン途中にリーガ・メヒカーナ・デ・ベイスボルに移籍した。

### 阪神時代
2001年に阪神タイガースにエドゥアルド・ペレスと共に入団。当時打撃力が不足していた阪神のチーム事情から、「大砲」として期待されての入団であった。オープン戦では19試合で打率.385、7本塁打、14打点と好成績を残し、それまで度々外国人選手に裏切られてきた事情から、ファンやマスコミから「バースの再来」と騒がれた。
開幕2戦目の読売ジャイアンツ戦（東京ドーム）で、ダレル・メイからバックスクリーンに特大アーチを放つなど「今回こそは本物」と言われたものの、その後は低打率に喘ぐ。また、シーズン途中に左肩を負傷し、その後も試合に出場したものの状態は悪化。左肩関節唇損傷と診断され治療のため帰国してしまった。不調だったが怪我の回復次第では残留の可能性もあったが、結局同年オフに解雇された。
この年に放った14本の本塁打のうち7本は対巨人戦でのものだった。6月9日の対巨人戦（東京ドーム）でこの年一番の活躍とも言える1試合に3本の本塁打を放ったが、同じ試合で清原和博も3本の本塁打を放ち、なおかつチームは敗れたためあまり目立たなかった。

### カージナルス時代
2002年はセントルイス・カージナルス傘下のAAA級メンフィスに所属。35本塁打、100打点を記録し、メジャー昇格を果たした。

### 中日時代
2002年11月20日の中日スポーツの記事で中日ドラゴンズが獲得を目指していることが報道された。その後、12月2日に中日への入団が発表された。2001年に所属した阪神と同様に長距離打者不在に悩む中日でもクリーンナップとして期待された。
2003年は、オープン戦で7本塁打を放ち本塁打王となった。3月30日の巨人戦（東京ドーム）で1回表に木佐貫洋からバックスクリーンへ先制3点本塁打を放ち、移籍後初本塁打を記録。だが、その後は5月11日時点で打率.180、4本塁打と打撃不振に陥ったほか、練習欠席、扁桃炎発症もあり、5月14日に二軍に降格した。5月25日の一軍復帰後は復調したが、最終的に2割台前半の低打率から抜け出せず、9月10日に退団が発表された。

## 詳細情報

### 年度別打撃成績
| 年 度    | 球 団    | 試 合 | 打 席 | 打 数 | 得 点 | 安 打 | 二 塁 打 | 三 塁 打 | 本 塁 打 | 塁 打 | 打 点 | 盗 塁 | 盗 塁 死 | 犠 打 | 犠 飛 | 四 球 | 敬 遠 | 死 球 | 三 振 | 併 殺 打 | 打 率 | 出 塁 率 | 長 打 率 | O P S |
| -------- | -------- | ----- | ----- | ----- | ----- | ----- | -------- | -------- | -------- | ----- | ----- | ----- | -------- | ----- | ----- | ----- | ----- | ----- | ----- | -------- | ----- | -------- | -------- | ----- |
| 1997     | NYY      | 11    | 22    | 20    | 0     | 5     | 1        | 0        | 0        | 6     | 3     | 0     | 0        | 0     | 0     | 2     | 0     | 0     | 4     | 0        | .250  | .318     | .300     | .618  |
| 1999     | PIT      | 5     | 10    | 10    | 3     | 4     | 0        | 0        | 1        | 7     | 2     | 0     | 0        | 0     | 0     | 0     | 0     | 0     | 2     | 0        | .400  | .400     | .700     | 1.100 |
| 2000     | PIT      | 8     | 11    | 11    | 0     | 1     | 0        | 0        | 0        | 1     | 0     | 0     | 0        | 0     | 0     | 0     | 0     | 0     | 8     | 1        | .091  | .091     | .091     | .182  |
| 2001     | 阪神     | 70    | 267   | 239   | 19    | 56    | 5        | 0        | 14       | 103   | 34    | 0     | 0        | 0     | 0     | 25    | 4     | 3     | 62    | 5        | .234  | .315     | .431     | .746  |
| 2002     | STL      | 17    | 15    | 14    | 2     | 5     | 0        | 0        | 1        | 8     | 3     | 0     | 0        | 0     | 0     | 1     | 0     | 0     | 3     | 0        | .357  | .400     | .571     | .971  |
| 2003     | 中日     | 71    | 248   | 225   | 21    | 50    | 8        | 1        | 11       | 93    | 34    | 1     | 0        | 0     | 1     | 20    | 1     | 2     | 60    | 2        | .222  | .290     | .413     | .704  |
| MLB：4年 | MLB：4年 | 41    | 58    | 55    | 5     | 15    | 1        | 0        | 2        | 22    | 8     | 0     | 0        | 0     | 0     | 3     | 0     | 0     | 17    | 1        | .273  | .310     | .400     | .710  |
| NPB：2年 | NPB：2年 | 141   | 515   | 464   | 40    | 106   | 13       | 1        | 25       | 196   | 68    | 1     | 0        | 0     | 1     | 45    | 5     | 5     | 122   | 7        | .228  | .303     | .422     | .725  |

### 記録
NPB
- 初出場・初先発出場：2001年3月30日、対読売ジャイアンツ1回戦（東京ドーム）、4番・一塁手として先発出場
- 初安打・初本塁打・初打点：2001年3月31日、対読売ジャイアンツ2回戦（東京ドーム）、5回表にダレル・メイから中越2ラン
- 初盗塁：2003年5月9日、対読売ジャイアンツ7回戦（東京ドーム）、5回表に二盗（投手：ゲーリー・ラス、捕手：阿部慎之助）

### 背番号
- 47 （1997年）
- 25 （1999年 - 2000年）
- 42 （2001年）
- 16 （2002年）
- 49 （2003年）